# Egum
Egum (do ioruba egun) é um termo das religiões de matriz africana que designa a alma ou espírito de qualquer pessoa morta, iniciada ou não. Nesse ponto, difere da palavra egungum, que se refere a espíritos de homens importantes iniciados nessas religiões. O termo "egum" é mais abrangente, pode se referir tanto a um espírito considerado "evoluído", "de luz", como a um espírito de um parente, ou a um espírito desorientado obsessor que precisa ser afastado, por exemplo.